# Alberto Fabiani
Alberto Fabiani (Roma, 1910 – Cetona, 1987) è stato uno stilista italiano.

## Biografia
Proveniente da una famiglia di sarti originaria di Tivoli, inizia la sua carriera come apprendista in una casa di moda parigina. Rientrato in Italia, rileva l'attività sartoriale già avviata dai genitori, sotto la propria etichetta, e apre un atelier prima in via Frattina e poi in via Condotti.
Nel febbraio 1951 partecipa alla storica sfilata nella villa fiorentina di Giovanni Battista Giorgini. 
Nel 1952 sposa in seconde nozze Simonetta Colonna di Cesarò, conosciuta nel 1949. All'inizio degli anni sessanta si trasferiscono a Parigi, dove nel 1962 per la prima volta sfilano insieme. Ma il successo del sodalizio non dura molto, infatti Fabiani torna a Roma nel 1964, dove fino al 1974 continua a produrre tailleur e cappotti, eccellendo nella lavorazione del double face. 
Nel 1953 concorre a fondare insieme ad altri grandi nomi dell'epoca (tra cui le Sorelle Fontana, Vincenzo Ferdinandi, Emilio Schuberth, Jole Veneziani, Giovannelli-Sciarra, Mingolini-Gugenheim, Eleonora Garnett e Simonetta) il SIAM - Sindacato Italiano Alta Moda (diventato poi Camera Nazionale della Moda Italiana).
Fabiani, uomo di grande signorilità e generoso, si è sposato tre volte e ha avuto due figli. È stato legato a lungo anche all’attrice Giovanna Ralli.

## Archivio
Nel fondo Simonetta conservato presso la Galleria del costume di Palazzo Pitti sono presenti alcuni disegni di Fabiani e rassegne stampa delle collezioni Simonetta e Fabiani. 